# Lobocheilos kajanensis
Lobocheilos kajanensis är en fiskart som först beskrevs av Popta, 1904.  Lobocheilos kajanensis ingår i släktet Lobocheilos och familjen karpfiskar. Inga underarter finns listade i Catalogue of Life.